# 江北図書館
江北図書館（こほくとしょかん）は、滋賀県長浜市木之本町にある私立図書館（財団立）。滋賀県で現存する最古の図書館であり、1907年（明治40年）1月8日に開館した。長浜出身の弁護士である杉野文彌（すぎのぶんや）が東京で苦学していた時に図書館に助けられたことから、郷里の人々に読んでもらおうと1902年（明治35年）に寄贈した3000冊で設立された「杉野文庫」から発展した。
2015年（平成27年）時点で日本図書館協会に登録している私立図書館は20館あり、個人が設立して100年以上にわたって運営が続けられてきた私立図書館は他に類を見ない。JR西日本北陸本線木ノ本駅東口に位置する。

## 特色

### 運営
2022年時点の蔵書数は約5万冊。2015年の個人貸出登録者数は2,020人であり、日本図書館協会に登録している私立図書館全20館のうち、特定非営利法人高知こどもの図書館、金光図書館に次いで3番目に多かった。予約件数は831件であり、20館中最多であった。2015年度の図書館費は3,971,000円、資料費は1,200,000円であり、資料費のうち図書購入費は200,000円であった。
2019年（令和元年）に長浜市立図書館の新館が開館したことなどもあって、2019年までの10年間で利用者数が半減し、1日平均で2～3人となっている。2019年時点の館長は経済学者で滋賀大学名誉教授の冨田光彦であり、冨田は40年近くにわたって無報酬の館長を務めている。

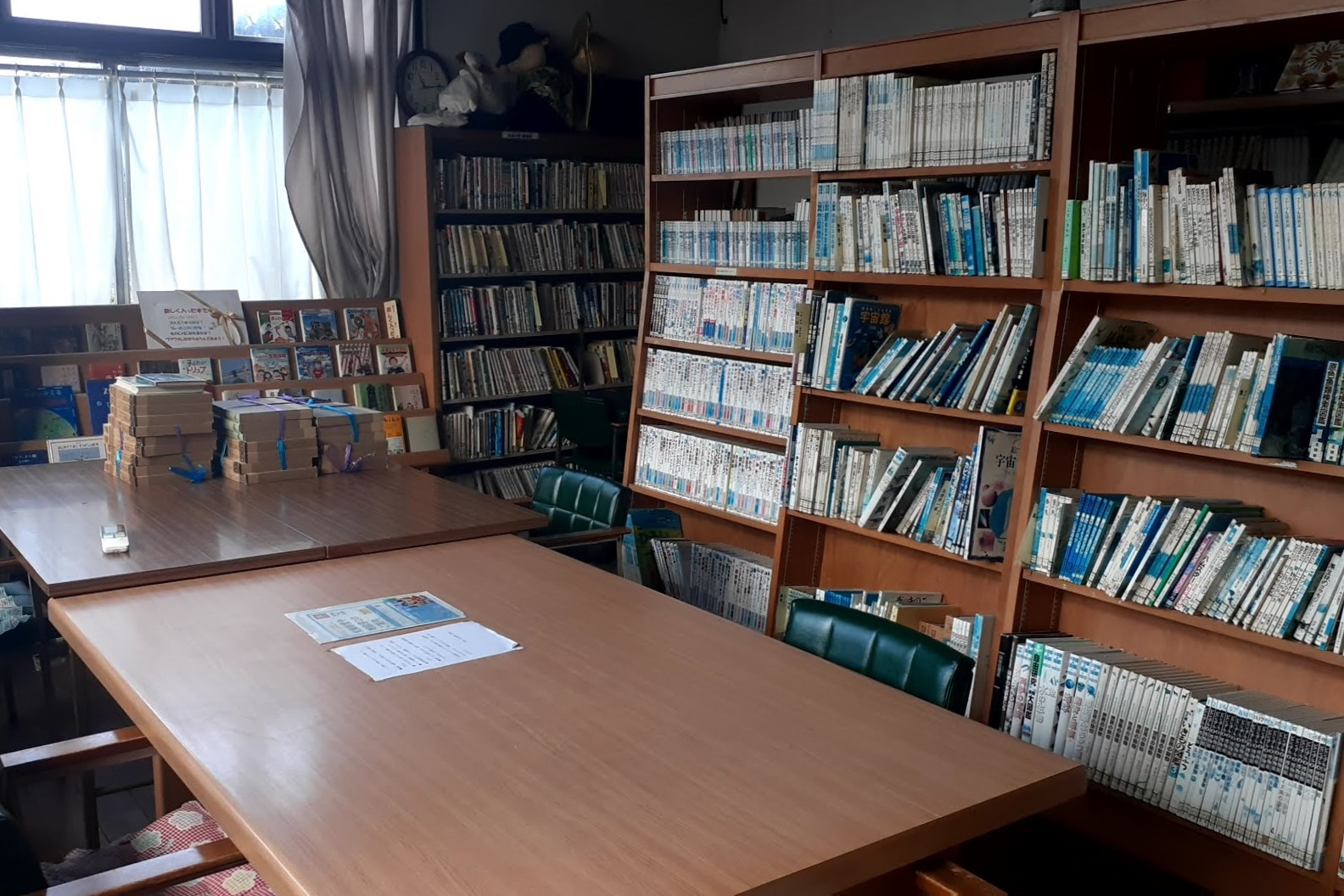
児童書コーナー
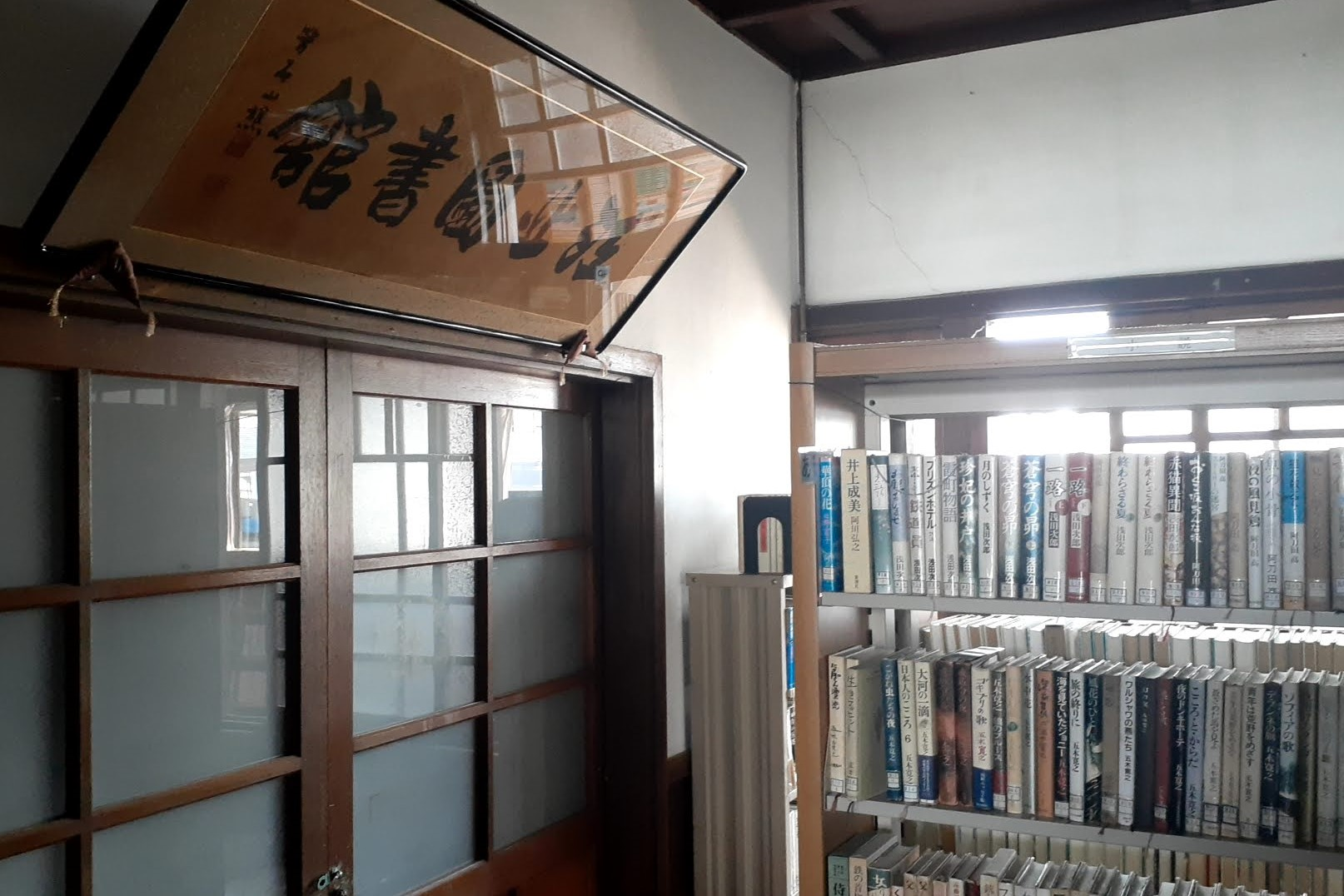
一般書コーナーと扁額
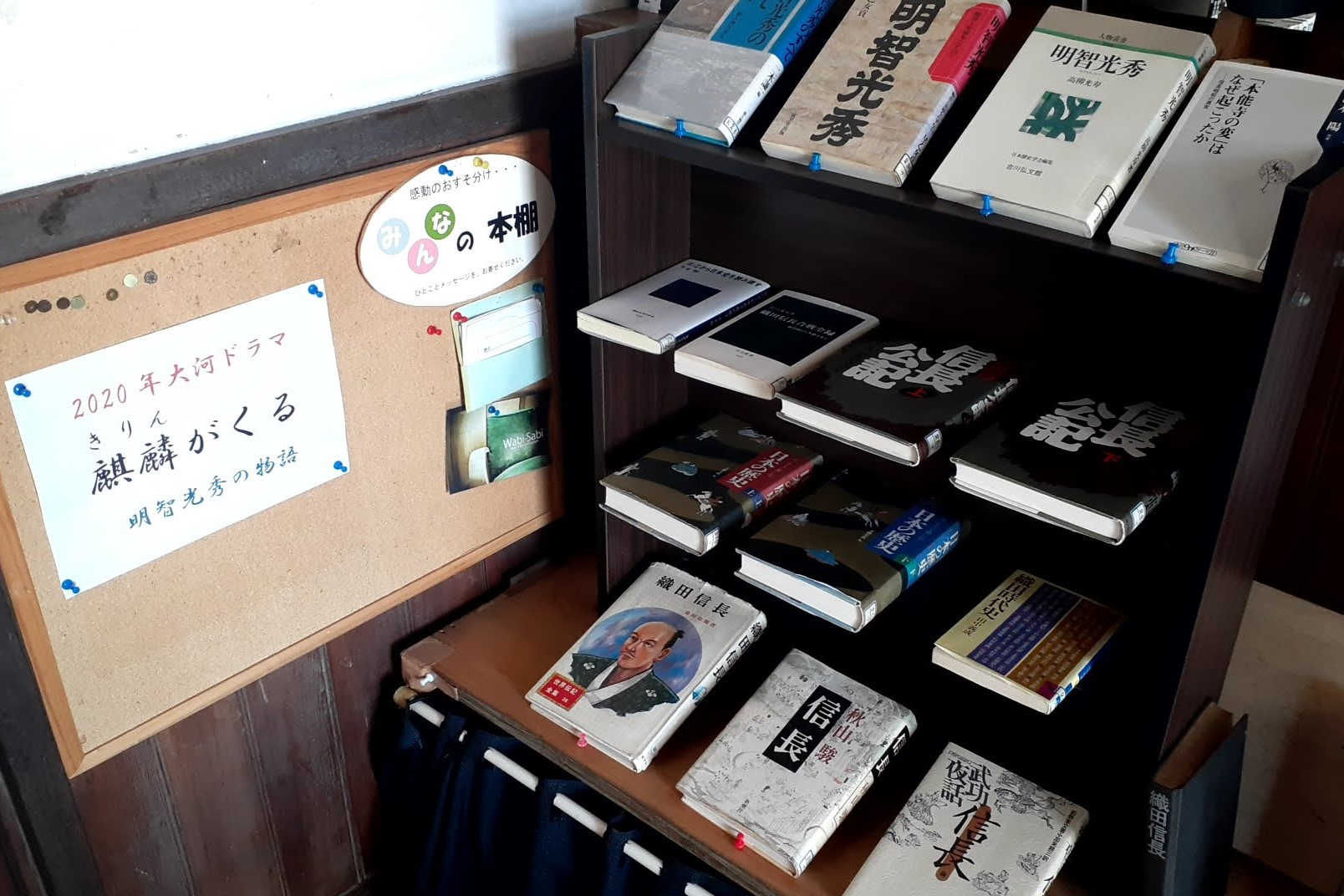
テーマ展示
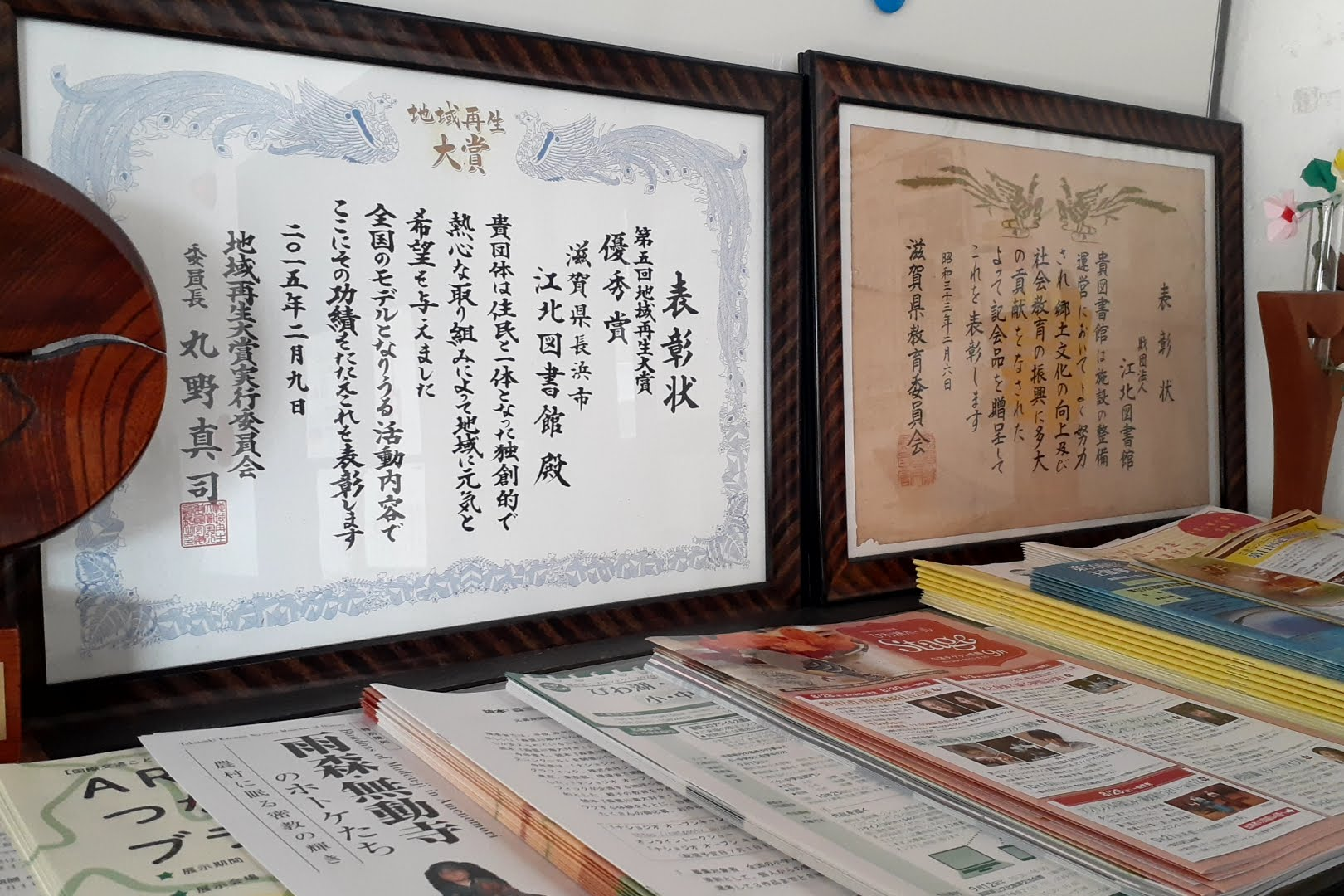
サントリー地域文化賞の賞状

### 蔵書
江戸時代に塙保己一が編纂した国文学や日本史の資料集『群書類従』などの貴重書がある。幅広い分野の書籍を集める私立図書館は珍しいという。
2013年時点の蔵書は約4万9000冊であり、うち1万冊は明治大正期に刊行されたものである。1926年（大正15年）の伊香郡廃止時には、郡役場の資料が一括で江北図書館に引き継がれている。郡役所の文書がほぼ完全な形で残っているのは全国的に見て珍しいという。
2015年（平成27年）には、日清戦争・日露戦争の兵役記録や大正時代以前の役所の記録など、約1万1000点の資料が滋賀大学経済経営研究所に寄託され、「江北図書館文庫」と命名された。寄託後は研究目的の来館者が減少した。江北図書館と滋賀大学は、「江北図書館文庫」研究会を発足させ、2017年（平成29年）3月25日には長浜市北部振興局で研究報告会が開催された。

### 建築

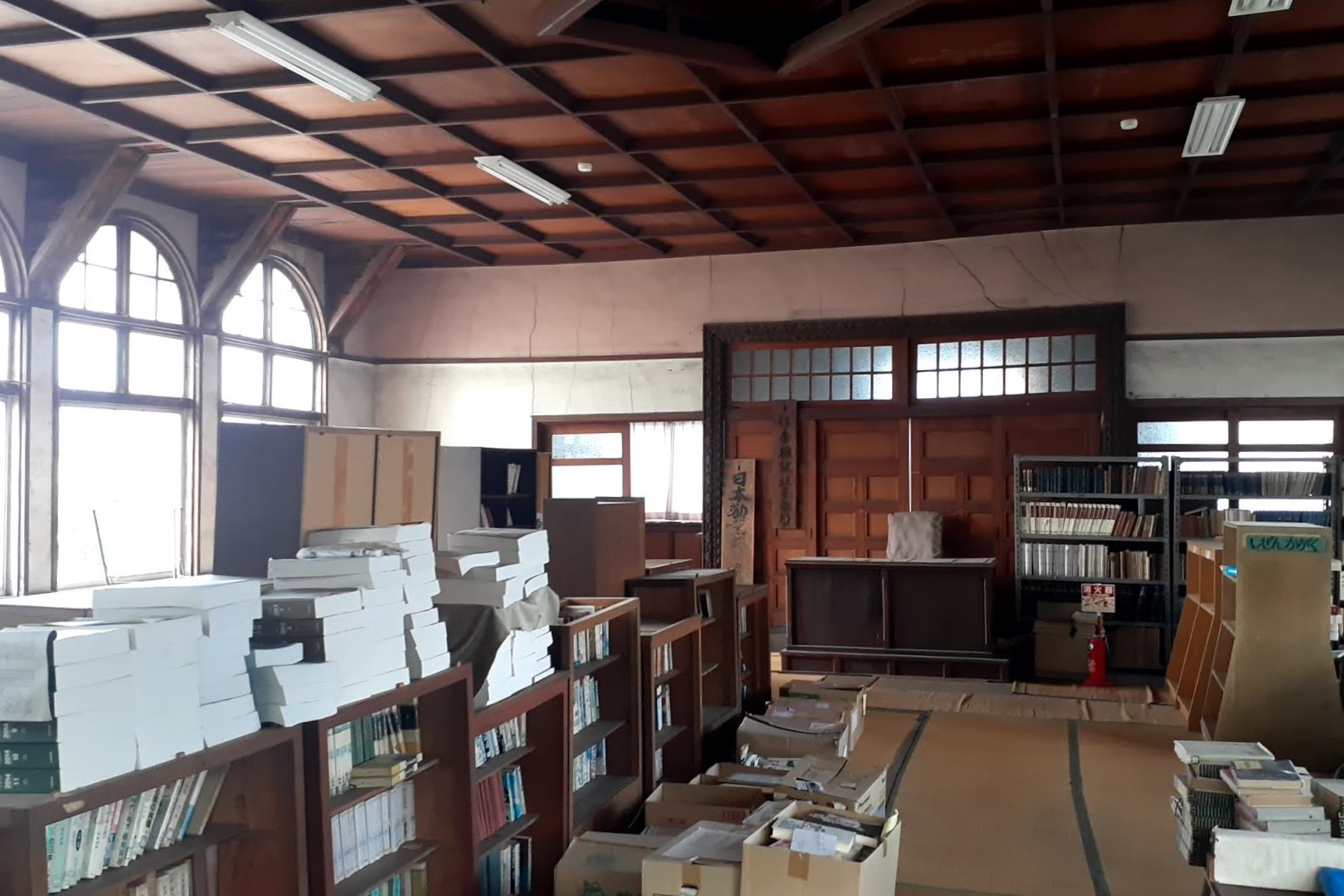
大広間になっている2階

木造2階建て（一部平屋建て）の建物の延床面積は455m2。竣工は戦前の1937年（昭和12年）。設計者は不詳、施工は伊藤光次郎。正面に4つ並んだ半円アーチが洋風の雰囲気を醸している。2階は畳敷きの大広間となっており、公会堂の面影を残している。
建物の内部は傷みが激しく、雨の日は棚をビニールで覆ったり床にたらいを置いたりして蔵書を守っている。収入の柱は財団法人が運営する駐車場の賃料と法人基金の運用益であるが、近年の超低金利の影響で収入は減少しており、資金難で改修もままならない。

## 歴史

### 黎明期の滋賀県の図書館
慶応2年（1866年）、福沢諭吉は『西洋事情』にて西洋諸国の文庫（図書館）として「ビブリオテーキ」を紹介した。1872年（明治5年）には東京に日本初の公共図書館である書籍館（後の帝国図書館、現・国立国会図書館）が設置され、1873年（明治6年）には滋賀県の大津・京町に集書館が設置されるが、集書館はこれ以後の記録が残っていない。1879年（明治12年）には大津師範学校内に書籍縦覧所が設置されたが、この施設は時代の趨勢に合わないものであったために1887年（明治20年）に廃止された。1899年（明治32年）に図書館令が公布されると、滋賀県ではこの時代初の図書館として、1901年（明治34年）に神崎図書館が設置されている。

### 杉野文庫
東京市弁護士会で副会長を務めていた弁護士の杉野文彌は、1902年（明治35年）に故郷の滋賀県伊香郡余呉村（現・長浜市余呉町）中之郷に蔵書3,000冊の杉野文庫を設置した。杉野は弁護士を目指して東京法学院（現・中央大学）で学んでいた時に大日本教育会附属書籍館の便利さを実感し、自身が後に成功した暁には図書館を建設したいという考えを持っていたのである。明治・大正期の滋賀県に数多く設立された図書館の中で、設立者の図書館の利用体験が元になって設立された図書館は江北図書館のみである。
しかしこの文庫は利用者数が少なかったため、1904年（明治37年）7月に伊香郡の郡庁所在地の木之本村（現・長浜市木之本町）に移転させた。伊香郡役所の一角を借りて杉野文庫図書縦覧所と改称し、伊香郡長の林田民次郎が管理者の地位に就いている。木之本は北国街道と北国脇往還の分岐点で古くから宿場町として往来が多く、明治時代に入ると伊香郡の中心地として紡績業が栄えていた。

### 財団法人江北図書館

#### 戦前
杉野は蔵書と1万円を基本財産として、1906年（明治39年）8月に文部省に対して財団法人設立を申し出た。12月24日には財団法人の許可が得られ、1907年（明治40年）1月8日には財団法人江北図書館が開館した。杉野文庫図書縦覧所時代の蔵書7,487冊に個人・大学・出版界など約170人からの寄贈書を加えた8,782冊が開館当時の蔵書数である。
杉野文庫が開館した1902年当時の全国の図書館数はわずか66館であり、財団法人設立を申し出た1906年の全国の図書館数は公立35、私立91の計126館であった。伊香郡長の林田、伊香郡内の各村長、学校長など地域の有力者が江北図書館の協議委員に就任し、理事には伊香郡長の林田、伊香郡会議長の冨田八郎、松井常太郎の3人が就任している。杉野自身は東京に居住していたものの、毎年約700円を財団法人に寄付した。杉野からの寄付金に加えて、伊香郡役所から毎年200-250円交付される補助金によって運営された。
1912年（明治45年）には蔵書数13,119冊、閲覧人数2,491人、一日平均閲覧人数7.26人であった。同じく湖北地方の長浜町（現・長浜市）には1915年（大正4年）に私立の下郷共済会文庫が設立されている。下郷共済会文庫を設立した実業家の下郷久成は、1921年（大正10年）に滋賀県初の博物館（鍾秀館）を設立した人物でもある。
1920年（大正9年）の江北図書館は10,000冊以上の蔵書を有していたが、このような図書館は滋賀県の29館中4館（13.8%）であり、全国の1,619館中88館（5.5%）であった。1921年（大正10年）には500-1,000円の範囲で運営されていたが、このような図書館は滋賀県の29館中8館（27.6%）であり、全国の1,540館中231館（15.0%）であった。1925年（大正14年）に郡制が廃止されて伊香郡役所がなくなると、伊香郡役所が保管していた資料を江北図書館が引き取っている。郡の行政資料がそのまま残っている例は全国でも珍しいという。1926年（大正15年）には伊香郡会議長や衆議院議員などを務めた冨田八郎が無報酬の館長に就任した。
明治期の年間閲覧人数は約2,500人であったが、大正期には最高で8,000人となり、昭和期には13,849人を記録した年もあった。1937年（昭和12年）には江北銀行（滋賀銀行の前身のひとつ）が使用していた建物を購入して移転。1938年（昭和13年）には蔵書数18,291冊、閲覧人数10,404人、一日平均閲覧人数34人であった。1941年（昭和16年）の滋賀県には公立15館、私立15館の計30館の図書館があり、私立のうち財団立は江北図書館と藤樹図書館（高島郡安曇町、中江藤樹の居宅）の2館であった。江北図書館の蔵書数は私立15館中4番目の18,320冊、閲覧人数は私立15館中2番目の6,455人であった。江北図書館は私立図書館でありながら無料で利用することができた珍しい図書館である。

#### 戦後
明治末期の滋賀県には全国5位に相当する数の図書館が設置されていたが、昭和恐慌や太平洋戦争を経る中で多くの図書館が姿を消した。戦後初めて1948年（昭和23年）に実施された統計では滋賀県にはわずか10館しかなく、1952年（昭和27年）になると江北図書館、水口町立図書館、彦根市立図書館、叡山文庫（延暦寺）、近江兄弟社図書館（現・近江八幡市立近江八幡図書館）、滋賀県立図書館の6館にまで減った。個人によって設立された図書館は設立者の死去によって閉館となる例が多く、滋賀県の私立図書館で生き残ったのは財団法人に転換していた江北図書館のみであった。滋賀県では1978年（昭和53年）まで図書館の新設がない状態が続いた。
江北図書館でも1950年（昭和22年）には理事や協議員がいなくなり、財団法人としての江北図書館は事実上消滅したが、冨田八右衛門が自費で書記を雇用したり書籍を購入して図書館活動を維持した。1952年から1953年（昭和28年）には冨田の編纂による『近世 伊香郡誌』（上中下巻）が江北図書館から刊行されている。1965年（昭和40年）からは木之本ライオンズクラブから毎年3万円相当の図書の寄贈を受けた。
滋賀県立図書館の分館に転換する構想もあったが、1973年（昭和48年）には戦後初めて臨時総会を開催し、伊香郡4町の町長、町会議長、教育長、学識経験者からなる役員によって再び財団法人化された。1975年（昭和50年）11月には旧館の建物や敷地を売却し、伊香農業協同組合が使用していた建物を購入・移転。余剰金4,100万円を基本財産として存続危機を脱した。1979年（昭和54年）の予算は375万円であり、うち147万円が図書購入費であった。1978年度の閲覧冊数は21,371冊であり、1980年（昭和55年）時点の蔵書数は29,596冊である。
1983年（昭和58年）には湖北地域初・滋賀県4番目の公立図書館として長浜市立図書館が開館し、1993年（平成5年）には伊香郡初の公立図書館として高月町立図書館（現・長浜市立高月図書館）が開館している。バブル崩壊後の低金利時代には財団の運用益が大幅に減少し、江北図書館は図書の購入もままならない状態となった。2001年（平成13年）には湖北町立図書館（現・長浜市立湖北図書館）が開館し、同年には湖北地域の6公立図書館が相互利用を開始している。

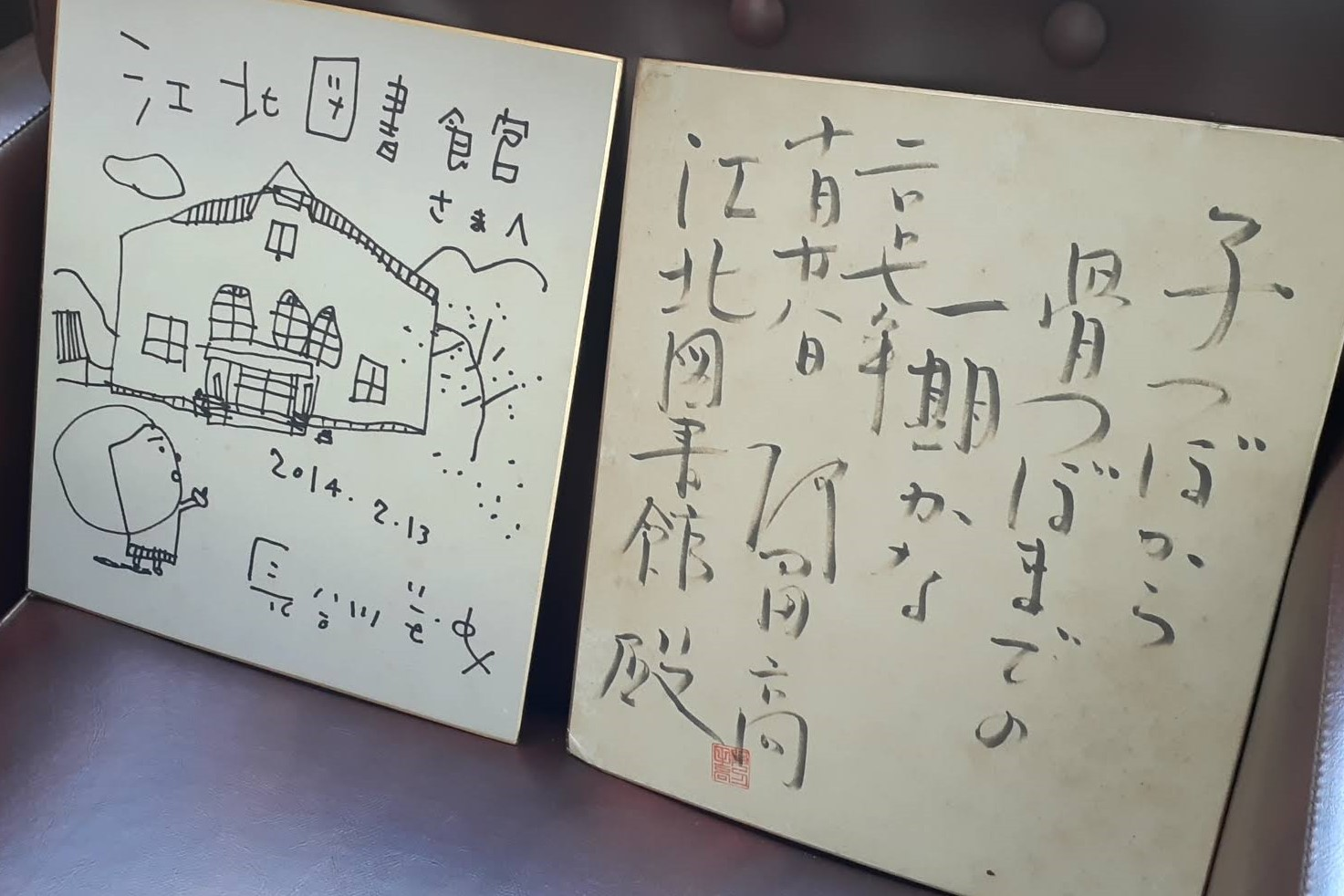
長谷川義史と阿刀田高の色紙

2007年（平成19年）10月28日に開催された創立100周年記念講演会では、日本ペンクラブ会長の阿刀田高が講演を行った。2010年（平成22年）には旧長浜市・東浅井郡・伊香郡の各自治体が合併し、旧木之本町は長浜市木之本町となった。伊香郡が消滅したことで、各自治体や関係団体からの支援が途絶えた。旧木之本町（現・長浜市木之本町）と旧余呉町（現・長浜市余呉町）には公民館図書室があるものの、長浜市立図書館の分館は存在しない。また、公益法人制度改革に伴い、運営主体の財団法人は2011年（平成23年）6月に公益財団法人へ移行した。
近隣に大規模公立図書館が開館したことや、インターネットを用いた書籍購入が容易になったことは、江北図書館にとっては逆風となっている。しかしその一方で、江北図書館にしかない蔵書を求めて遠方からやってくる来館者もいる。100年以上にわたって地域が私立図書館を守り続けたことが評価され、2013年（平成25年）にはサントリー地域文化賞を受賞した。2013年（平成25年）11月には初の企画展「杉野文庫から江北図書館へ」を開催し、杉野文庫の設立から財団法人化するまでの歴史を中心に紹介した。
2015年（平成27年）には千葉県市川市にある杉野の自宅から杉野の銅像が見つかり、家族から寄贈を受けた江北図書館が館内に展示していたが、2017年（平成29年）3月6日には銅像を長浜市立余呉小学校に寄贈した。2016年（平成28年）以降の夏休みにはマインドマップを用いて小学生の読書感想文の作成をサポートする取り組みを行っている。この取り組みには草津市や近江八幡市など長浜市外からの申し込みも多いという。
住民による運営と再生に向けた取り組みが評価され、2022年（令和4年）11月4日に野間出版文化賞特別賞受賞が決定した。